# Hospital da Candelária

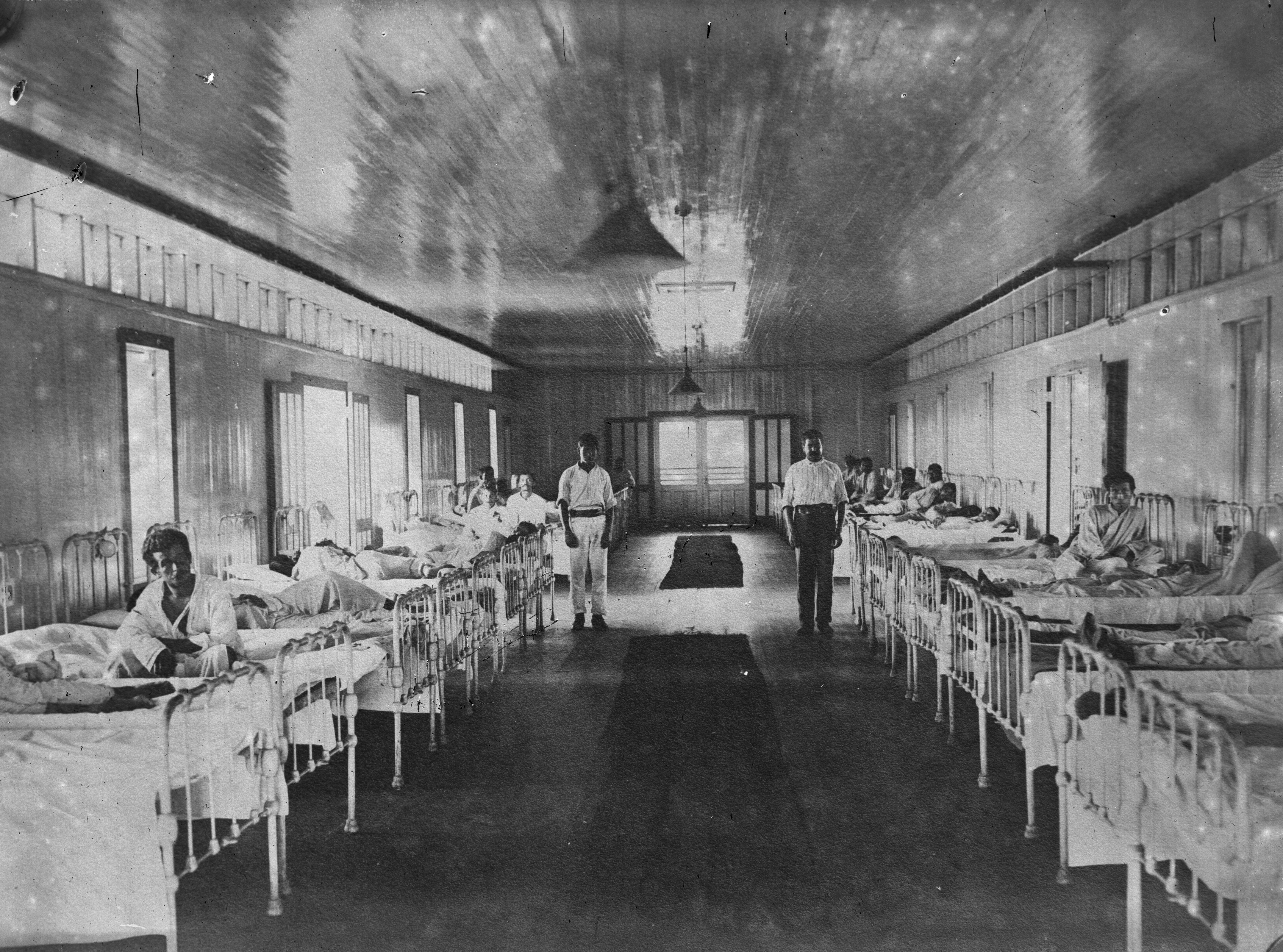
Vista de uma das enfermarias do Hospital da Candelária.

Hospital da Candelária foi uma unidade de saúde criada no município de Porto Velho, em Rondônia, para atender os trabalhadores durante a construção da Estrada de Ferro Madeira Mamoré. Estava localizado próximo do centro da cidade.
Era composto por seis enfermarias grandes e uma sala cirúrgica, além de 250 leitos. O hospital funcionou entre 1° de janeiro de 1908 e 31 de dezembro de 1911, e atendeu ao todo 30.430 pessoas.

## História
A constrtução do hospital fo iniciada em 1907 e concluída em 1908. Nos primeiros anos, o hospital foi chefiado pelo médico estadounidense H. P. Belt, que retornou aos Estados Unidos em abril de 1908.  Em julho do mesmo ano, a coordenação foi transferida para Carl Lovelace, do estado do Missouri, contratado por Percival Farquhar.
Em 1910, Oswaldo Cruz e Belisário Penna ficaram por 28 dias no hospital, quando ele escreveu a Salles Guerra, dizendo que o impaludismo (a malária) era colossal e só cedia a grandes doses cavalares. Contudo, a moléstica mais disseminada era a pneumonia lombar que matava 60% dos rapazes vigorosos que afetava.

Em outra publicação da época, Oswaldo Cruz acrescentou que o complexo hospitalar contava com um total de 15 edificações vásicas, com enfermarias somando 28 leitos. 8 enfermeiros "diplomados e bem conhecedores de seus misteres" e um farmacêutico, que administrava a farmácia hospitalar, distribuindo drogas da companhia estadounidense centenária Schieffelin & Co. Os diagnósticos realizados no hospital eram sempre complementados com exames de laboratório (de sangue, urinas e fezes) e o microscópio era utilizado pelos enfermeiros tanto quanto a escuta e a percussão.
Nos casos em que se suspeita a existência de suppurações o estudo da forma leucocytaria do sangre entra como elemento constante na balança do diagnóstico e nas indicações e na determinação da opportunidade das intervenções cirúrgicas. Na verificação da malaria não se limitam ao diagnóstico da entidade mórbida, ao até ao diagnóstico da espécie do parasita. O diagnóstico de tuberculose é sempre verificado ao microscópio.
Já Francisco Foot Hardman o descreveu como “santuário e túmulo, monumento do progresso científico e preâmbulo da escuridão” por conta da extrema insalubridade.
A crise do preço da borracha, em 1912, pôs fim ao primeiro ciclo da borracha e a crise econômica regional fez com que, aos poucos, o hospital fosse sendo abandonado e se deterioraram. Encerrou os atendimentos oficialmente em 12 de agosto de 1930.

## Cultura popular
O Hospital da Candelária é cenário importante no romance Diaruí, de Antônio Candido. 

## Galeria

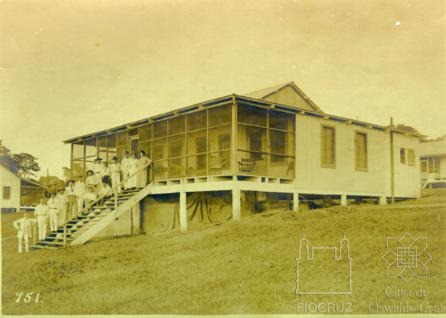
Alojamento para médicos do Hospital Candelária
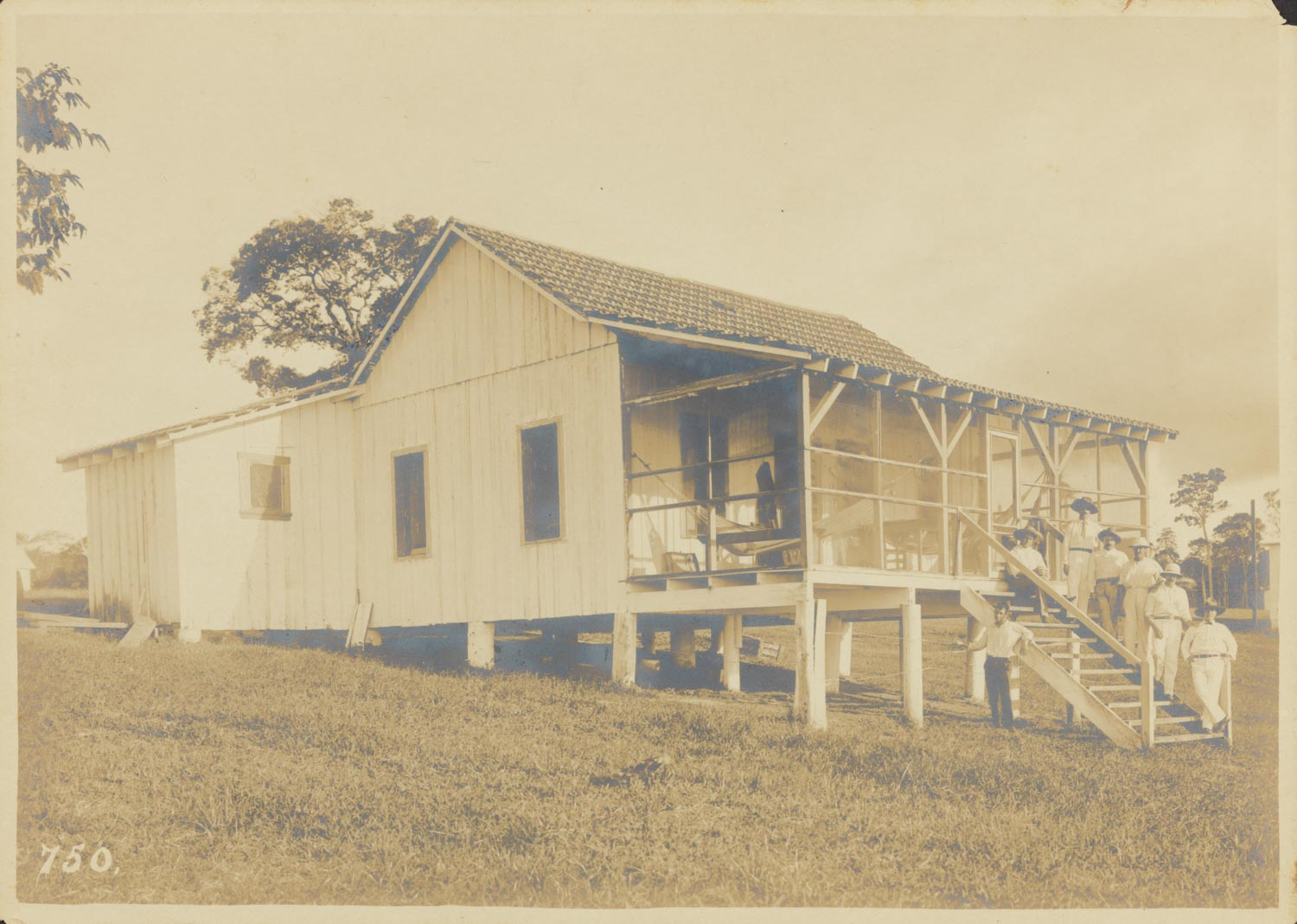
Residência para enfermeiros do Hospital Candelária
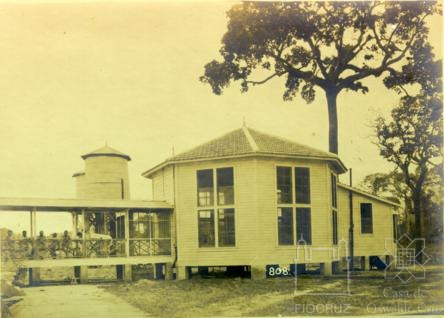
Aspecto exterior da sala de cirurgia do Hospital Candelária
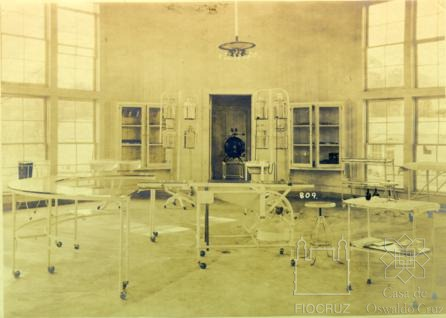
Interior da sala de cirurgia do Hospital Candelária
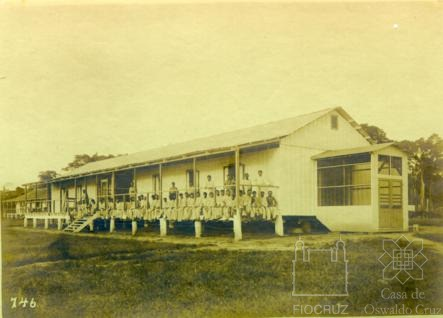
Uma das enfermarias do Hospital Candelária
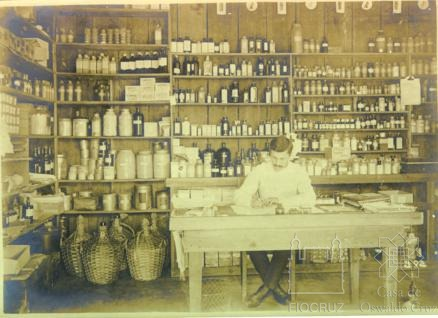
Farmácia do Hospital Candelária